# Cold Prey 2
Série
Cold Prey
(2006) Cold Prey 3
(2010)
Pour plus de détails, voir Fiche technique et Distribution.
Cold Prey 2 (Norvégien : Fritt Vilt II, litt. "Saison ouverte II") est un film d'horreur norvégien réalisé par Mats Stenberg, sorti en 2008

## Synopsis
Jannicke Berdal, la seule survivante du massacre pendant l'hiver 2006, dépeinte dans le film précédent, est retrouvée par un jeune homme et transportée dans un hôpital de la région. À son réveil, elle raconte ce qui s'est passé à ce fameux hôtel abandonné, mais la police a du mal à la croire…

## Fiche technique
- Titre original : Fritt Vilt II
- Titre international : Cold Prey 2
- Réalisation : Mats Stenberg
- Scénario : Thomas Moldestad, d'après son histoire avec Roar Uthaug et Martin Sundland
- Décors : Astrid Sætren
- Costumes : Kjell Nordström
- Photographie : Anders Flatland
- Son : Christian Schanning et Carl Svensson
- Montage : Jon Endre Mørk
- Musique : Magnus Beite
- Production : Martin Sundland et Kristian Sikerud
- Société de production : Fantefilm
- Sociétés de distribution : Nordisk Film (Norvège) ; StudioCanal (France)
- Pays d'origine : Norvège
- Langue originale : norvégien
- Format  couleur — 2.49 : 1 • 35 mm — Dolby Digital DTS
- Genre : horreur
- Durée : 86 minutes
- Dates de sortie :
  -  Norvège : 18 octobre 2008
  -  France : 5 avril 2010 (DVD/Blu-Ray)
- interdit aux moins de 12 ans

## Distribution
- Ingrid Bolsø Berdal (VF : Valérie Nosrée) : Jannicke
- Marthe Snorresdotter Rovik (VF : Catherine Desplace) : Camilla
- Kim Wilafdt : Ole
- Fridtjov Såheim (VF : Philippe Catoire) : Herman, le médecin
- Johanna Mørck : Audhild, l'infirmière
- Mats Eldøen : Sverre, le jeune policier
- Rune Melby : Le tueur

### Tournage
Le tournage a eu lieu à l'extérieur de l'hospital Åslund hospital à Ås dans le comté d'Akershus, ainsi que, pour les scènes extérieurs, au village Otta et dans le haut de la montagne du Jotunheimen en Norvège.

## Autour du film
Il s'agit de la suite du film Cold Prey sorti en 2010.